# ستيوارت ستوكس
ستيوارت ستوكس (بالإنجليزية: Stuart Stokes) هو منافس ألعاب قوى بريطاني، ولد في 5 أكتوبر 1976 في بولتن في المملكة المتحدة.

## وصلات خارجية
- ستيوارت ستوكس على موقع الاتحاد الدولي لألعاب القوى (الإنجليزية)
- ستيوارت ستوكس على موقع الدوري الماسي (الإنجليزية)
- ستيوارت ستوكس على موقع أوليمبيديا (الإنجليزية)
- ستيوارت ستوكس على موقع اللجنة الأولمبية البريطانية (الإنجليزية)
- ستيوارت ستوكس على موقع اتحاد ألعاب الكومنولث (مؤرشف) (الإنجليزية)
- ستيوارت ستوكس على موقع اتحاد ألعاب الكومنولث (مؤرشف) (الإنجليزية)